# Armando Zibechi
Armando Zibechi (* 21. Januar 1896 in Montevideo) war ein uruguayischer Fußballspieler.

## Verein
Zibechi, Bruder von Alfredo Zibechi und Pedro Zibechi, gehörte mindestens 1917, 1920 und 1923 dem Kader der Wanderers in der Primera División an.
1917 wurde sein Verein Vierter, 1920 Fünfter der Abschlusstabelle.

## Nationalmannschaft
Zibechi war auch Mitglied der uruguayischen A-Nationalmannschaft. Er nahm mit der Nationalelf an den Südamerikameisterschaften 1917 (kein Einsatz) und 1920 teil. Beide Male gewann Uruguay den Titel.
Ferner lief er auch für das nationale Auswahlteam der Federación Uruguaya de Football (FUF) auf. So bestritt er 25. August 1923 das 1:1 endende Freundschaftsspiel im Estadio Pocitos gegen die argentinische Auswahl.

## Erfolge
- Südamerikameister: 1917, 1920